# 博望镇 (马鞍山市)
31°33′N 118°50′E / 31.550°N 118.833°E
博望镇，是中华人民共和国安徽省马鞍山市博望区（原属当涂县）下辖乡镇之一，西晋末年五胡乱华北方大家士族南迁，于扬州郡侨居，仍以原籍郡县称呼其新居之地，形成一大批侨置郡县，其中来自河南南阳郡的侨民在横山脚下建立了博望县及湖阳县。乃为博望此名存在之始，至今已有近千年历史。

## 方言
博望話屬於吳語宣州片的太高小片。
古代最初居住在当涂县境内的应是古越人。据《史记》记载，周夷王时楚国熊绎之玄孙熊渠曾兴兵伐扬粤，并将此地封给自己的少子执疵，为越章王，后来因害怕周厉王的讨伐，又去王号而称麋侯。据今人蒙文通考证，越章王的国都丹阳就在今当涂境内，疑即现在的丹阳镇。执疵后来做了楚王，即熊延。后来越人又夺回了这块土地，《越绝书》载越有麋王，当即故楚麋侯所居之地后入于越，越以封其子弟，沿其旧名称麋王。楚怀王时，楚国又乘越国内讧灭掉了麋王之国，楚考烈王时将它封给了春申君黄歇。秦灭楚后，秦始皇徙越人于此，置鄣郡。鄣者，章也，是鄣郡为古越章王地无疑也。汉武帝更名为丹阳郡，是仍其旧名也。据上可知，当涂境内先后反复为越人楚人之地，吴越同族，越人之语及古之吴语，是一种为楚人所不通语言，有《越人歌》为证（见《说苑.善说》）。因此在先秦，处于“吴头楚尾”的当涂显然为越楚两个民族的杂居之地，越人是土著，楚人是外来的，语言之间的相互影响是肯定是存在着的。当涂境内的越人一直到三国孙权时还存在，当时被称为“山越”。可以说，在晋代以前，当涂方言虽然经历了楚语的冲击，但基本上还是以吴（越）语为主。
在《当涂方言的分区》（方言学会2005年苏州年会提交论文）一文中，作者把当涂县境内的方言划分为沿江、官圩、薛津、博望、湖阳5个区，其实这5个小区可以合并为3个大区，即将薛津并入官圩，将博望、湖阳合并为滨湖区。这样，沿江区包括城关在内的濒临长江的6个乡镇（西河乡是无为县移民的方言岛），官圩区的范围最大，包括大官圩的全部以及周边地区总共22个乡镇，滨湖区濒临石臼湖，包括3乡镇。
滨湖区是吴语色彩最明显的一个区，与本县其他地方的人语言交流十分困难，民俗也与别处不同。这个区位于石臼湖沿岸，东邻江苏溧水，南接江苏高淳。从语音上看，本区共同点即入声分阴阳；古日母字有文白读，白读声母是n，例如“揉”，文读音zəɯ，白读音niø；韵母鼻化音不明显，有时变成纯口音韵母，如博望“官”koⁿ / ko、“关”kueⁿ / kue，湖阳“班”pie、“关”tɕye、“权”hʑø；从词汇上看，本区“外祖父”说成“家公”，“外祖母”说成“家婆”，而不像其他地方说成“家爷爷”、“家奶奶”；“昨天”说成“上家”、“上日”，而不像其他地方说成“昨家”、“昨朝”。此外，本区的湖阳古微母字今白读声母是m。例如“晚”mie，“望”mɑŋ；“鱼”、“女”、“米”、“二”都读n，“五”读ŋ；“男的”、“红的”的“的”音“佬”lɔ。本区的博望“雷”读音同“楼”ləɯ，“推”读音同“偷”tʻəɯ。博望是著名的“刃具之乡”，从事铁工和锡工的工匠比较多，过去在当地工匠中還通行一种“黑话”，在《当涂博望地区铁业社群行话初探》（方言学会1989年湖南大庸年会提交论文）一文中有具体阐述。

## 特產
博望是有名的“刃具之鄉”，在改革開放之前，博望人多從事鐵業，以“博望三刀”（菜刀、剪刀、鐮刀）而聞名。
另外博望的各種小吃也很多，最為人所知的是博望的香菜。